# جان ان. هیسکل
جان ندرلند هیسکل (به انگلیسی: John Netherland Heiskell) سناتور سابق عضو حزب دموکرات ایالات متحده آمریکا بود. وی در سال ۱۹۱۳ میلادی سناتور ایالت آرکانزاس در سنای ایالات متحده آمریکا بود.